# Álvaro Rodríguez
Álvaro Daniel Rodríguez Muñoz (n. 14 iulie 2004, Palamós, Catalonia, Spania), cunoscut sub numele de Álvaro, este un fotbalist spaniol și uruguayan, care joacă la Getafe în La Liga, împrumutat de la Real Madrid. Pe plan internațional, are prezențe la națională pentru Uruguay U20⁠(d).

## Tinerețe
Álvaro s-a născut pe 14 iulie 2004 în Palamós, Spania. Este fiul fostului fotbalist internațional uruguayan Coquito  și a unei mame spaniole. 

## Cariera de club
Álvaro și-a început cariera de tineret la vârsta de șase ani în academia locală CF Global Palamós. După o perioadă de un an la CEF Gironès-Sàbat, s-a alăturat echipei de tineret a Girona FC . După cinci ani acolo, s-a alăturat La Fábrica la Real Madrid, unde va câștiga Copa del Rey Juvenil 2022.  După ce a impresionat cu echipele juvenile, Álvaro și-a făcut debutul profesionist pentru Real Madrid Castilla pe 24 octombrie 2021, intrând ca înlocuitor într-o înfrângere cu 3-1 pe Atlético Sanluqueño .  El avea să facă primul său start pentru echipa de rezervă pe 8 ianuarie 2022, marcând și primul său gol profesionist, într-o victorie cu 3-1 în fața FC Andorra .  Álvaro a primit prima convocare la echipa de seniori pe 22 octombrie 2022, rămânând pe bancă într-o victorie cu 3-1 împotriva Sevilla în La Liga . El și-a făcut debutul pentru echipa de seniori pe 3 ianuarie 2023, într-o victorie cu 1-0 în Copa del Rey împotriva lui Cacereño .
El și-a făcut debutul în Liga cu Real Madrid într-o victorie cu 2-0 împotriva Osasuna pe 19 februarie 2023, în care a făcut o asistență târzie după ce un altul a fost declarat în offsaid.  Pe 25 februarie, el a marcat primul său gol în La Liga într-un egal, 1–1, împotriva lui Atlético Madrid . 

## Carieră internațională
Născut în Spania dintr-un tată din Uruguay, Álvaro este eligibil să reprezinte ambele țări la nivel internațional. 

### Spania
Álvaro a fost inclus în lotul echipei sub 18 ani pentru Jocurile Mediteraneene din 2022. El a jucat toate cele trei jocuri și a marcat un gol, echipa a terminând ultima în grupa lor. 

### Uruguay
Pe 22 august 2022, Álvaro și-a stabilit oficial viitorul internațional în cadrul echipei naționale a Uruguayului . 

## Stil de joc
Álvaro este un atacant centru cu piciorul stâng, renumit pentru înălțimea sa, deși poate juca și pe lat.  Marca evidențiază faptul că excelează în citirea jocului, precum și în mișcare. Álvaro atacă bine spațiul și oferă curse bune pentru mijlocași. Binecuvântat cu atitudinea uruguayană, lucrează neobosit și nu se teme să încerce provocări noi. 

## Viața personală
Este nepotul fostului fotbalist internațional uruguayan Climaco Rodríguez . 

## Statistica carierei

### Club
La match played 25 February 2023..
| Club                 | Sezon         | Ligă                  | Ligă      | Ligă   | Copa del Rey | Copa del Rey | Alte      | Alte   | Total     | Total  |
| Club                 | Sezon         | Divizia               | Aplicații | Goluri | Aplicații    | Goluri       | Aplicații | Goluri | Aplicații | Goluri |
| -------------------- | ------------- | --------------------- | --------- | ------ | ------------ | ------------ | --------- | ------ | --------- | ------ |
| Real Madrid Castilla | 2021–22       | Primera División RFEF | 17        | 4      | —            | —            | —         | —      | 17        | 4      |
| Real Madrid Castilla | 2022–23       | Primera Federación    | 16        | 5      | —            | —            | —         | —      | 16        | 5      |
| Real Madrid Castilla | Total         | Total                 | 33        | 9      | 0            | 0            | 0         | 0      | 33        | 9      |
| Real Madrid          | 2022–23       | La Liga               | 2         | 1      | 1            | 0            | 0         | 0      | 3         | 1      |
| Total cariera        | Total cariera | Total cariera         | 35        | 10     | 1            | 0            | 0         | 0      | 36        | 10     |